# Копане (Опольське воєводство)
Копане (пол. Kopanie, нім. Koppen) — село в Польщі, у гміні Скарбімеж Бжезького повіту Опольського воєводства.
Населення — 163 особи (2011).

## Демографія
Демографічна структура станом на 31 березня 2011 року:
|          | Загалом | Допрацездатний вік | Працездатний вік | Постпрацездатний вік |
| -------- | ------- | ------------------ | ---------------- | -------------------- |
| Чоловіки | 85      | 15                 | 66               | 4                    |
| Жінки    | 78      | 18                 | 42               | 18                   |
| Разом    | 163     | 33                 | 108              | 22                   |